# ジョエル・キング
ジョエル・ブルース・キング（英語: Joel Bruce King、2000年10月30日 - ）は、オーストラリア・ニューサウスウェールズ州フィグツリー出身のサッカー選手。Aリーグ・メン・シドニーFC所属。オーストラリア代表。ポジションはDF。

## 経歴

### クラブ
2019年4月にシドニーFCでトップチームデビュー.。同年5月9日に1年のプロ契約を締結しプロとなった。2020-21シーズンにはレギュラーであったマイケル・ズロが怪我のために不在で、その間にレギュラーとして活躍、同シーズンのリーグ年間最優秀若手選手賞に輝いた。
2022年1月29日にデンマーク・スーペルリーガのオーデンセBKに完全移籍。

### 代表
東京オリンピックのメンバーに選出され、ニュージーランド代表との親善試合でU-23代表初出場。本大会でもアルゼンチン代表戦でラクラン・ウェールズの得点をアシストし勝利に貢献した。
2022年1月29日に行われた2022 FIFAワールドカップ・アジア3次予選・ベトナム代表戦でA代表初出場を記録した。

## 代表歴

### 出場大会
- オーストラリア代表
  - 2022 FIFAワールドカップ

### 試合数
- 国際Aマッチ 4試合 0得点（2022年）[8]

| オーストラリア代表 | 国際Aマッチ | 国際Aマッチ |
| 年                 | 出場        | 得点        |
| ------------------ | ----------- | ----------- |
| 2022               | 4           | 0           |
| 通算               | 4           | 0           |